# Jaromír Zeman
Jaromír Zeman (* 12. August 1886 in Prag; † im 20. Jahrhundert) war ein böhmischer Tennisspieler.

## Leben
Zeman nahm 1912 am Tenniswettbewerb der Olympischen Sommerspiele in Stockholm teil. Im Rasen-Einzel unterlag er zum Auftakt dem Schweden Charles Wennergren deutlich und konnte lediglich einen Spielgewinn verzeichnen. Im Doppel gewann Zeman an der Seite von Karel Robětín bei der Niederlage in der ersten Runde gegen das ungarische Duo aus Béla von Kehrling und Jenő Zsigmondy noch den ersten Satz, ehe sie in vier Sätzen ebenfalls verloren. Über sein späteres Leben sowie seinen Tod ist wenig bekannt.